# Przetocznicki Młyn
Przetocznicki Młyn – mała osada śródleśna w Polsce położona w województwie lubuskim, w powiecie świebodzińskim, w gminie Skąpe, nad rzeką Ołobok, część wsi Przetocznica.
W latach 1975–1998 miejscowość administracyjnie należała do województwa zielonogórskiego.